# 7628 Evgenifedorov
7628 Evgenifedorov eller 1977 QY är en asteroid i huvudbältet som upptäcktes den 19 augusti 1977 av den rysk-sovjetiske astronomen Nikolaj Tjernych vid Krims astrofysiska observatorium på Krim. Den har fått sitt namn efter Jevgenij Pavlovitj Fjodorov (1909–1986).
Asteroiden har en diameter på ungefär sex kilometer och tillhör asteroidgruppen Eunomia.